# Barani-in
En barani-in er en dobbelt forlæns saltomortale med en halv skrue i den første rotation. Den udføres enten i en stortrampolin eller en minitrampolin/trampet.
(En strakt-halv med en baglæns salto).
| Sport | Spire Denne artikel om sport er en spire som bør udbygges. Du er velkommen til at hjælpe Wikipedia ved at udvide den. |